# Guatteria flabellata
Guatteria flabellata är en kirimojaväxtart som beskrevs av Erkens och Paulus Johannes Maria Maas. Guatteria flabellata ingår i släktet Guatteria och familjen kirimojaväxter. Inga underarter finns listade i Catalogue of Life.